# Fallout 76
Fallout 76 — многопользовательская компьютерная игра в жанре Action/RPG, разработанная американской студией Bethesda Game Studios и выпущенная Bethesda Softworks для платформ Windows, PlayStation 4 и Xbox One в 2018 году. Игра была анонсирована 30 мая 2018 года. Действие Fallout 76 происходит в общей постапокалиптической вымышленной вселенной с другими играми серии Fallout, но задолго до их начала — спустя 25 лет после ядерной войны, уничтожившей Соединённые Штаты Америки. В отличие от других игр серии, Fallout 76 является многопользовательской игрой, где игроки взаимодействуют друг с другом в общем мире. Игроки принимают на себя роли переживших войну выходцев из Убежища 76, обследующих и осваивающих разорённый ядерной войной мир.

## Геймплей
Fallout 76 — первая многопользовательская онлайн-игра от Bethesda Game Studios. Игроки могут играть индивидуально или в группе до четырёх человек. Серверы для игры являются общедоступными выделенными серверами, один из которых автоматически назначается игроку. Хотя ожидалось, что игра будет запущена только с общедоступными серверами, исполнительный продюсер Тодд Говард сообщил о планах по внедрению частных серверов через некоторое время после запуска игры. Эти частные серверы позволяют игрокам приглашать друзей и предотвращать нежелательные аспекты игрового процесса связанные с конфликтами между игроками. Элементы предыдущих игр Fallout присутствуют и изменены для игры в реальном времени. Система VATS - механизм, представленный в Fallout 3, который позволяет игрокам приостанавливать игру, чтобы атаковать определенные места на теле врага, используется в Fallout 76 в реальном времени, хотя по-прежнему позволяет игрокам указывать цели на теле врага.
В игре есть открытый мир, который в четыре раза больше, чем в Fallout 4. Игровой мир называется «Аппалачия» и представляет собой воссоздание реальных мест в регионе Западная Вирджиния, включая Капитолий штата Западная Вирджиния, Гринбриер, Вудберн-Серкл, мост Нью-Ривер-Гордж и Камден-парк. В игре есть множество новых мутировавших монстров, некоторые из которых, например, Человек-мотылек и Флэтвудский монстр, были вдохновлены фольклором Западной Вирджинии.

## Сюжет
События игры происходят в 2102 (2103 в дополнениях) году в Западной Виргинии. Игрок — житель Убежища 76 (Резидент), проспавший выход на поверхность. Находя голозаписи Смотрительницы Убежища, которая покинула его раньше всех, игрок понимает, что над регионом нависла опасность в виде горелых — людей, заражённых инфекцией, превращающихся со временем в неподвижные статуи, которые, распадаясь, разносят заразу, заражая как и других существ, так и людей. Как выясняется, источник той болезни — зверожоги. Это мутировавшие драконоподобные летучие мыши, обитавшие под землёй. По мере продвижения по сюжету и выполнению квестов игрок создаёт вакцину против чумы зверожогов.
Далее Резиденту предстоит проникнуть в хорошо спрятанный бункер «Анклава» — бывшего правительства США. Там ему встречается МОДУС — суперкомпьютер, который убил всех членов Анклава в качестве мести за попытку уничтожить его. МОДУС рассказывает о ядерных ракетах и как их запустить. Игрок завладевает кодами запуска и, проведя бомбардировку главного разлома, откуда вылезают зверожоги, сталкивается с ещё более страшной угрозой — маткой зверожогов. В тяжёлом бою её удаётся убить, и зверожоги, оставшись без главы, разлетаются подобно муравьям, оставшимся без королевы.

### Wastelanders
Спустя год после событий основной игры в Аппалачию начинают возвращаться люди. Они услышали по радио слухи о сокровищах, которые спрятаны в глубине региона. Среди людей оказались две организации, которые захотели обосноваться в этом регионе: поселенцы, которые хотят восстановить Аппалачию, и рейдеры, которые хотят обогатиться за счёт поселенцев.
Смотрительница Убежища 76 хочет установления мира, поэтому сначала предлагает выходцам из 76-го Убежища привить от чумы горелых обе фракции, а после и вовсе предлагает создать единую валюту, основанную на золоте. До войны все золотые запасы США из Форт-Нокс тайно были перевезены в Убежище 79 для сохранности и последующего использования золота в качестве основы экономики. Смотрительница предлагает объединиться с одной из организаций, дабы ограбить Убежище и забрать золото.
Вне зависимости от выбранной фракции Резидент проникает в Убежище 79 и находит агентов секретной службы, которые охраняют золотые запасы, однако у них скоро закончатся припасы, поэтому они с Резидентом заключают сделку: он их освобождает, а они делятся частью золота. Уговор соблюдают обе стороны. Далее можно как забрать всё золото, так и поделиться с одной или обеими фракциями.

### Стальной рассвет
Из Калифорнии прибывает отряд Братства Стали (военная группировка), которая планирует основать в Аппалачии новое отделение. Местом штаб-квартиры была выбрана старая обсерватория, под которой находилась лаборатория по изучению редкого минерала — ультрацита. До прибытия отряда Резиденты помогают со строительством, принося необходимые материалы.
После прибытия отряда игрок ловит радиосигнал от Братства Стали и решает посетить обсерваторию. Там Резидент пытается вступить в Братство. Рыцарь Шин даст звание кандидата и доступ в основную секцию, где игрока попросит о помощи скриптор Вальдес. Ей необходимо осмотреть лабораторию под штаб-квартирой, и ей не помешала бы помощь. При осмотре лаборатории игрок находит батарею, работающую на ультраците. Активируется тревога, и на игрока нападают роботы. После их уничтожения скриптор даёт рекомендательное письмо.
После передачи письма паладину Рахмани (глава отряда и местного отделения Братства) она даёт последнее испытание — разобраться с монстрами на одной из ферм. На ферме рассказывают, что из заброшенного дома неподалёку постоянно лезут монстры, и просят уничтожить их. Игрок справляется с этим, при этом он может привести с собой нового кандидата — жителя той фермы. Резидент официально становится послушником Братства (низший ранг)
Скриптор Вальдез обнаружила сигнал комплекса Анклава и сообщила об этом паладину Рахмани и рыцарю Шину. Если Братство сможет обнаружить источник и усилить сигнал, то им удастся связаться с Калифорнией и тамошним Братством Стали. При изучении комплекса и установке ультрацитовой батареи рыцарь Шин высказывает Резиденту свои опасения по поводу паладина. Он подозревает, что Рахмани преследует свои цели. После данного разговора паладин уничтожает передатчик. Шин попытается оспорить ее власть и объявить отступницей, но тут на связь выйдет Вальдез и скажет, что на штаб напали.
По прибытии окажется, что мутанты прорыли туннель к лаборатории. Резидент подрывает туннель, после чего между паладином и рыцарем вновь состоится разговор по поводу отступничества Вальдез. Разговор так ни к чему не приведёт.

### Власть Стали
Между паладином Рахмани и рыцарем Шином продолжает шириться пропасть, а тем временем учащаются случаи пропажи людей и нападений мутантов. При исследовании одного из мест обитания мутантов там находят Пип-бой  — наручный компьютер. Это значит, что мутанты пришли из одного из Убежищ. Никакие другие зацепки никуда не приводят
При исследовании Пип-боя выясняется, что он из Убежища 96. Резидент и скриптор исследуют Убежище и обнаруживают, что тут проводили эксперименты по выведению нового мутагенного вируса, который должен был убрать существующие мутации у мутантов. Эксперименты шли неудачно, и требовалось всё больше людей. Создаваемых мутантов выпускали в мир. Резидент вместе с паладином и рыцарем находят учёных, проводивших данный эксперимент, и решают, что с ними делать. Паладин предлагает оставить их в живых, дабы они помогали Братству. Рыцарь предлагает убить их, поскольку их действия были неэтичными и привели ко многим смертям. В зависимости от выбора противник выбранной стороны навсегда покинет Аппалачию.

## Особенности
В Fallout 76 можно увидеть реально существующие достопримечательности, такие как Капитолий штата Западная Виргиния, курорт Гринбрайер, круг Вудберна и мост Нью-Ривер-Гордж. В игре также присутствуют мутировавшие монстры из фольклора Западной Виргинии (Человек-мотылёк, Флэтвудский монстр).

## Крупные обновления
| Год  | Дата                          | Название                                           | Краткое описание | Ссылки                                                  |
| ---- | ----------------------------- | -------------------------------------------------- | --- | ------------------------------------------------------- |
| 2019 | Постепенно с марта по май     | Wild Appalachia (рус. Дикая Аппалачия)             | В этом обновлении в игру были добавлены новый режим игры «Выживание» (этот режим игры был убран из игры 1 октября 2019 года), новые задания: «Паранормально-копытный ужас!» — серия квестов по поиску «шипсквотча», «Только вперед!» — серия квестов на скаутскую тематику, открывающая возможность создать рюкзак для увеличения переносимого веса, «Вдарить по Ядер-самогону» — открывает возможность изготовления алкоголя, а также «Поставщица Мурмра» — торговец легендарными предметами, подземелье «Норы», событие «Проект „Рай“», сезонное событие «фестиваль Фастнахт», торговые автоматы для лагеря игроков, фотоаппарат. | [ 15 ] [ 16 ] [ 17 ] [ 18 ] [ 19 ] [ 20 ] [ 21 ] [ 22 ] |
| 2019 | Постепенно с июня по сентябрь | Nuclear Winter (рус. Ядерная зима)                 | В июне был добавлен новый одноимённый режим игры королевская битва (этот режим игры был убран из игры 8 сентября 2021 года). 20 августа вышло обновление добавляющее в игру новое рейдовое событие «Убежище 94» (этот режим игры был убран из игры 14 апреля 2020 года) с тремя уровнями сложности и тремя заданиями, которые будут сменять друг друга каждую неделю. Рейд рассчитан на группу игроков до 4 человек, а прохождение в одиночку представляет серьёзное испытание для игрока, так как на уровнях сложностях «стандартный» и «эксперт» налагается жёсткое ограничение по времени. Ещё были добавлены витрины для C.A.M.P., на которых можно разместить различные предметы напоказ окружающим. 10 сентября в игру была добавлена новая карта «Моргантаун» для режима королевской битвы. | [ 23 ] [ 24 ] [ 25 ] [ 26 ] [ 27 ] [ 28 ] [ 29 ] [ 30 ] |
| 2020 | 14 апреля                     | Wastelanders (рус. Обитатели пустошей)             | В этом обновлении в игру были добавлены новая сюжетная кампания, неигровые персонажи и возможность взаимодействовать с ними в полноценных диалогах, две фракции «Рейдеры» и «Поселенцы», действия игрока с которыми влияет на репутацию среди них, компаньоны для лагеря игроков с цепочками заданий с помощью которых можно завести романтические отношения, новые и обновленные локации, события «Второй пилот» и «Радиоактивная потасовка», ежедневные задания, враги, оружие, снаряжение. | [ 31 ] [ 32 ] [ 33 ]                                    |
| 2020 | 30 июня                       | The Legendary Run (рус. Легендарная гонка)         | 30 июня вышло обновление добавляющее в игру публичные команды с различными бонусами для усиления персонажей игроков, начался первый сезон «легендарной гонки» — переработанных ежедневных и еженедельных испытаний. 18 августа в игру было добавлено новое событие «Колоссальная проблема». | [ 34 ] [ 35 ] [ 36 ]                                    |
| 2020 | 15 сентября                   | One Wasteland For All (рус. Одна пустошь для всех) | В этом обновлении в игру были добавлены система «Единая Пустошь», которая динамически подстраивает уровень врагов под уровень каждого игрока, ежедневные операции, легендарные способности игроков, начался второй сезон испытаний. | [ 37 ]                                                  |
| 2020 | 24 ноября                     | Steel Dawn (рус. Стальной рассвет)                 | В этом обновлении в игру были добавлены фракция «Братства Стали» и связанная с ними сюжетная линия квестов «Стальной рассвет», личные убежища игроков в C.A.M.P., новые задания, броня и оружие. 15 декабря начался третий сезон испытаний. | [ 38 ] [ 39 ] [ 40 ]                                    |
| 2021 | 27 апреля                     | Locked & Loaded (рус. Полная боеготовность)        | В этом обновлении в игру были добавлены боекомплекты S.P.E.C.I.A.L. — сборки способностей, ячейки C.A.M.P. — возможность постройки дополнительного лагеря игрока без уничтожения предыдущего, расширение ежедневных операций — новые режимы, локации, враги и награды, начался четвертый сезон испытаний. | [ 41 ] [ 42 ]                                           |
| 2021 | 7 июля                        | Steel Reign (рус. Власть Стали)                    | В этом обновлении завершилась сюжетная квестовая линия «Братства Стали» начатая в обновлении «Стальной рассвет», в игру были добавлены новые задания, локации, персонажи и награды, возможность изготовления легендарных предметов, начался пятый сезон испытаний. | [ 43 ] [ 44 ]                                           |
| 2021 | 8 сентября                    | Fallout Worlds (рус. Миры Fallout)                 | В этом обновлении в игру были добавлены два новых режима игры с различными настройками — открытые и личные миры, расширились возможности ежедневных операций, начался шестой сезон испытаний. Из игры был убран режим игры королевской битвы «Ядерная зима». | [ 23 ] [ 45 ]                                           |
| 2021 | 8 декабря                     | Night of the Moth (рус. Ночь Молерота)             | В этом обновлении в игру были добавлены сезонное событие «Равноденствие молерота», улучшения игрового процесса и публичных событий, новая радиостанция, начался седьмой сезон испытаний. | [ 46 ] [ 47 ]                                           |

## Отзывы и критика
| Сводный рейтинг       | Сводный рейтинг                                 |
| Агрегатор             | Оценка                                          |
| --------------------- | ----------------------------------------------- |
| GameRankings          | - 58,00 % (PC) - 50,84 % (PS4) - 49,97 % (XONE) |
| Metacritic            | 52/100 (PC) 53/100 (PS4) 49/100 (XONE)          |
| Иноязычные издания    |                                                 |
| Издание               | Оценка                                          |
| Destructoid           | 4/10                                            |
| EGM                   | 6/10                                            |
| Game Informer         | 6/10                                            |
| GameSpot              | 4/10                                            |
| GamesRadar+           | [ 58 ]                                          |
| IGN                   | 5/10                                            |
| PC Gamer (US)         | 60/100                                          |
| VideoGamer            | 4/10                                            |
| Daily Mirror          | [ 62 ]                                          |
| Metro                 | 3/10                                            |
| The Daily Telegraph   | [ 64 ]                                          |
| The Guardian          | [ 65 ]                                          |
| USGamer               | [ 66 ]                                          |
| Русскоязычные издания |                                                 |
| Издание               | Оценка                                          |
| 3DNews                | 2/10                                            |
| «IGN Россия»          | 4/10                                            |
| PlayGround.ru         | 5/10                                            |
| Riot Pixels           | 30 %                                            |
| «Игромания»           | «Игра на любителя»                              |
| «Игры Mail.ru»        | 5/10                                            |
| «Канобу»              | 4/10                                            |
| GameMag.ru            | 5/10                                            |
| Stopgame.ru           | «Проходняк»                                     |

Игра получила «смешанные» отзывы от игровой прессы. На сайте-агрегаторе Metacritic, средний балл оценок для платформы Windows составляет 52 балла из 100 на основе 46 рецензий от различных изданий, для версий на PlayStation 4 и Xbox One — 52 и 49 баллов соответственно. В числе основных недостатков игры, критики отметили: устаревший игровой движок, многочисленные технические проблемы игры и отсутствие неигровых персонажей, в свою очередь среди плюсов обозреватели отметили обширный окружающий мир игры.
The Guardian назвал игру «бессмысленной ходьбой по пустоши». Forbes назвал игру «огромным и редкостным промахом Bethesda».
Профильные издания придерживаются похожего мнения. Eurogamer описал игру как «ужасно скучную и сломанную мешанину», охарактеризовав её как «неудавшийся эксперимент». Редакторы PCWorld досрочно закончили свой обзор игры из-за раздражения от слабой оптимизации игры, добавив, что «даже если бы игра работала хорошо, она бы всё равно не стала хорошей». Подобным образом поступили и редакторы Giant Bomb, заявив, что у сотрудников портала отсутствует мотивация проходить игру дальше, чтобы вынести окончательный вердикт.
Согласно IGN, "огромная карта пустошей Fallout 76 пропала в бесчисленном количестве багов, противоречащих идей и монотонности.
Отдельной критики было удостоено дизайнерское решение не включать неигровых персонажей. Рецензент от GameSpot заявил, что «без людей, которые могли бы поведать свою историю лично, мир игры ограничен простой выставкой дикой природы с возможностью кого-то убивать. […] нет крепкого эмоционального якоря, который помог бы вам заинтересоваться историей». По его мнению, «квесты, даваемые игроку — это монологи и распоряжения от людей, которых больше нет; с ними нельзя взаимодействовать, ваши действия ни на кого и ни на что в игровом мире не влияют». Похожее мнение высказал критик от PCWorld: «роботы, дающие квесты — не настоящие персонажи, а просто раздатчики заданий… они не общаются с вами, они говорят в вас». Концепция терминалов и голодисков с заданиями тоже не вызвала никакого энтузиазма: «они не дают ощущения важности или хотя бы заинтересованности, ибо не способны заменить общения».
Дополнительного недовольства среди игрового сообщества вызвал скандал вокруг специального издания игры «Power Armor Special Edition». В рекламных акциях Bethesda обещала, что в поставку будут входить холщовые сумки, однако вместо этого пользователи получили сумки из нейлона. Компания объяснила это тем, что холщовые сумки обходились дороже, однако подверглась критике из-за того, что предварительно не уведомила об этом покупателей. Описание специального издания было изменено на веб-сайте компании только после того, как начался поток жалоб. Чтобы загладить инцидент, компания предложила недовольным покупателям компенсацию в виде внутриигровой валюты, эквивалентной 5 долларам США. Недовольство некоторых игроков также было вызвано тем, что ранее, на проведённом для авторов контента мероприятии, посвящённом Fallout 76, Bethesda раздавала холщовые рюкзаки. 3 декабря представители компании сообщили, что всем покупателям «Power Armor Edition» будет предоставлена обещанная ранее холщовая сумка.
23 октября 2019 года был выпущен премиальный сервис Fallout 1st, который в обмен на платную подписку (12,99 долл. в месяц или 99,99 за год) предоставлял дополнительные бонусы (уникальный набор эмоций, игровую валюту и ресурсы, возможность играть на частном сервере). Игроки негативно восприняли новую услугу, которую посчитали аналогом пейволла. После этого в самой игре начались нападения на игроков, купивших Fallout 1st, в свою очередь сформировавших для самозащиты внутриигровой клан «Апокалиптическая аристократия».